# Petersenspitze
De Petersenspitze is een 3472 meter (volgens andere bronnen 3484 meter) hoge berg in de Ötztaler Alpen in het Oostenrijkse Tirol.
De bergtop ligt in de Weißkam aan het einde van het Pitztal, ten westen van de Hintere Brochkogel. De top wordt vaak beklommen in combinatie met laatstgenoemde berg en de Taschachwand. De makkelijkste tocht naar de top loopt over de noordflank. Andere makkelijke beklimmingen voeren vanuit het zuidoosten of over de westkam. De noordwestelijke flank is van hogere moeilijkheidsgraad (II). Steunpunten rondom de Petersenspitze zijn het Taschachhaus (2433 meter) en de Vernagthütte (2766 meter).
De berg is vernoemd naar de Duitse bergbeklimmer Theodor Petersen (1836-1918).